# Canny-sur-Thérain
Canny-sur-Thérain ist eine französische Gemeinde mit 224 Einwohnern (Stand 1. Januar 2022) im Département Oise in der Region Hauts-de-France. Die Gemeinde liegt im Arrondissement Beauvais und ist Teil der Communauté de communes de la Picardie Verte und des Kantons Grandvilliers.

## Geographie
Die Gemeinde mit dem Weiler Saint-Paterne auf der Höhe nördlich des Tals liegt überwiegend am nördlichen Ufer des Thérain und erstreckt sich entlang der Grenze zum Département Seine-Maritime.

## Einwohner
| 1962 | 1968 | 1975 | 1982 | 1990 | 1999 | 2006 | 2011 |
| ---- | ---- | ---- | ---- | ---- | ---- | ---- | ---- |
| 194  | 178  | 118  | 125  | 123  | 147  | 185  | 212  |

## Verwaltung
Bürgermeister (maire) ist seit 2001 Philippe Lavernhe.

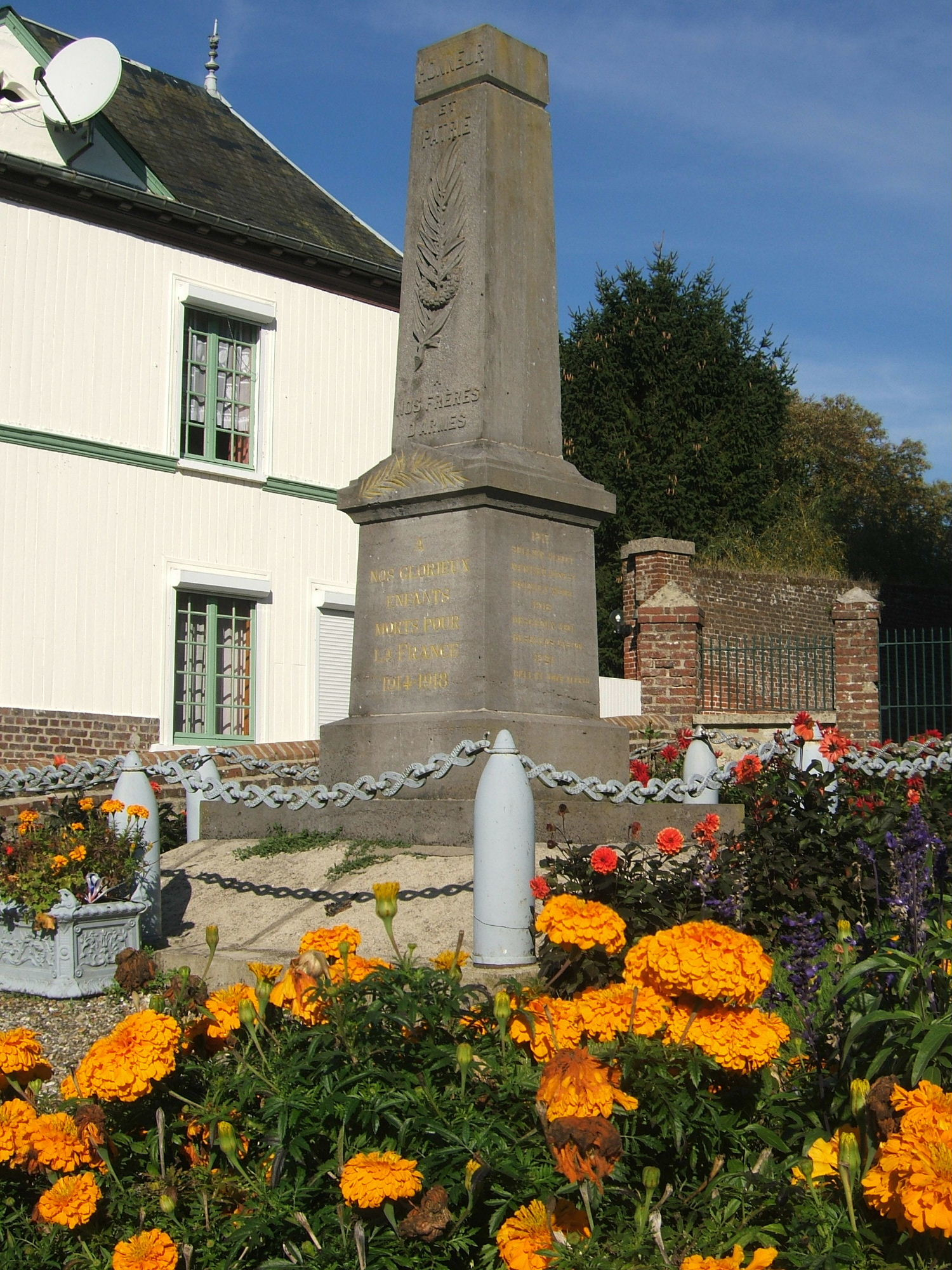
Kriegerdenkmal

## Sehenswürdigkeiten
Siehe auch: Liste der Monuments historiques in Canny-sur-Thérain
- Kapelle in Saint-Paterne
- Kriegerdenkmal